# AMULET
AMULET bezeichnet eine Reihe von Mikroprozessoren, die die ARM-Architektur implementieren. Die AMULET-Prozessoren unterscheiden sich von allen anderen ARM-Prozessoren dadurch, dass sie als asynchrone Prozessorarchitektur nicht mit einem zentralen Taktsignal arbeiten. Dadurch weisen sie geringere Störsignalgeneration auf, was für elektromagnetische Verträglichkeit eine Rolle spielt.
Die AMULET-Architektur wurde von der Advanced Processor Technologies Group der University of Manchester entwickelt.

## Varianten
- AMULET 1
- AMULET 2e
- AMULET 3
- AMULET 3i